# Gravtjärnen (Älvdalens socken, Dalarna)
Gravtjärnen är en sjö i Älvdalens kommun i Dalarna och ingår i Dalälvens huvudavrinningsområde.